# 오오하라 타카시

오오하라 타카시(일본어: 大原 崇 おおはら たかし[*], 1978년 4월 9일 ~ )는 일본의 성우이다. 가나가와현 요코하마시 출신. 켄 프로덕션 소속.

## 출연 작품

### TV 애니메이션
2006년
- 결계사(이치가야 토모노리)
- 해피니스!(코히나타 유마)

2008년
- 타이타니아(아란 마프디)
- 테일즈 오브 디 어비스(요크)
- 철완 바디 DECODE(마사쿠보)

2011년
- 이나즈마 일레븐(츠루기 쿄스케)